# Guidizzolo
Guidizzolo là một đô thị tại tỉnh Mantova trong vùng Lombardia của Italia, có vị trí cách khoảng 110 km về phía đông của Milano và khoảng 25 km về phía tây bắc của Mantova. Tại thời điểm ngày 31 tháng 12 năm 2004, đô thị này có dân số 5.454 người và diện tích là 22,5 km².
Đô thị Guidizzolo có các frazioni (các đơn vị trực thuộc, chủ yếu là các làng) Birbesi, Rebecco, và Selvarizzo.
Guidizzolo giáp các đô thị: Cavriana, Ceresara, Goito, Medole, Solferino.